# Ouragan Ernesto (2024)
Pour les articles homonymes, voir Cyclone tropical Ernesto.
L’ouragan Ernesto est le cinquième cyclone tropical nommé et le troisième ouragan de la saison 2024 dans l'Atlantique nord. Provenant d'une onde tropicale dans l'Atlantique central, il est devenu une tempête tropicale le 12 août avant de toucher le nord des Petites Antilles, de la Guadeloupe aux îles Vierges, le lendemain. Il est ensuite passé au nord de Porto Rico le 14 août et est devenu un ouragan de catégorie 2 en se dirigeant vers les Bermudes. Ernesto a directement touché terre sur cet archipel, un événement rare, la nuit du 16 au 17 août à la catégorie 1 supérieure puis a continué vers le nord-nord-est pour passer juste au sud-est de Terre-Neuve la nuit du 19 au 20 août puis a entrepris sa transition post-tropicale. Il a finalement traversé l'Atlantique Nord en direction de l'Europe où il a été absorbé comme un creux barométrique d'une tempête dont le centre était près de l'Islande.
La tempête tropical a donné beaucoup de pluie sur le nord des Petites Antilles à partir de la Guadeloupe. Ses vents sont devenus violents en passant au nord de Porto Rico qui a subi des dommages importants, dont la perte de courant électrique à la moitié de sa population. Même si les Bermudes ont été frappées directement alors qu’Ernesto était un ouragan de catégorie 1, presque catégorie 2, ses effets y ont été moins importants que prévu. Les restes d’Ernesto ont même affecté l'Europe et sa houle cyclonique a fait 3 morts indirects par noyade le long de la côte Est des États-Unis.

## Évolution météorologique

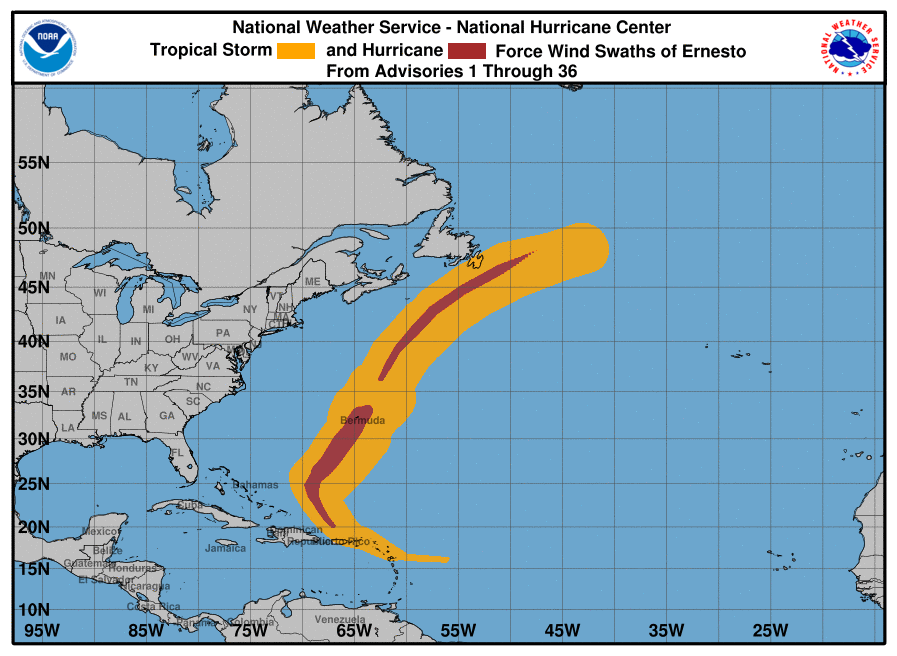
Corridor de vents de tempête (orange) et d'ouragan (rouge) avec Ernesto.

Le 8 août, le NHC a noté qu'une zone dépressionnaire pourrait se former dans l'Atlantique central tropical. L'activité orageuse associée à une onde tropicale a commencé à se développer deux jours plus tard, montrant des signes d'organisation cyclonique à partir du 11 août. Comme le système devait toucher les Petites Antilles, le NHC l'a désigné cyclone tropical potentiel Cinq le même jour alors qu'il était à 1 530 km à l'est d'Antigua. Des alertes cycloniques ont alors été émises pour toutes les îles à partir de la Guadeloupe jusqu'à Porto Rico.
Le 12 août à 21 h UTC, grâce au rapport d'un avion de reconnaissance, le NHC a rehaussé le système à tempête tropicale nommée Ernesto alors qu'il était à 475 km à l'est-sud-est d'Antigua et se déplaçant rapidement vers l'ouest-nord-ouest. Un peu après 9 h UTC le 13, le centre d’Ernesto est passé sur la Guadeloupe pour ensuite longer les îles plus au nord-ouest dans un environnement de plus en plus favorable à son intensification.
En soirée du 13 août, Ernesto a traversé les îles Vierges et la nuit suivante est passé au nord de Porto Rico. À 15 h UTC le 14, grâce à un rapport d'un avion de reconnaissance le NHC a rehaussé le système à ouragan de catégorie 1 à 280 km au nord-ouest de San Juan (Porto Rico). La prévision d'une trajectoire tournant au nord a amené à l'émission d'une veille, puis d'un avertissement, d'ouragan pour les Bermudes.
Bien que passant sur des eaux chaudes et ne subissant qu'un faible cisaillement des vents en altitude, Ernesto ne s'est intensifié que lentement à cause d'une injection d'air sec d'altitude en son centre. À 3 h UTC le 16 août, l'ouragan a atteint la catégorie 2 à 660 km au sud-sud-ouest de l'archipel des Bermudes avec un diamètre en augmentation. En plus, la houle cyclonique de l'ouragan devait s'étendre jusqu'à la côte canado-américaine et aux Antilles, produisant de grosses vagues et localement un dangereux courant d'arrachement.
Plus tard en journée du 16, Ernesto a commencé à subir un cisaillement des vents qui a arrêté son intensification. Le service météorologique des Bermudes prévoyait cependant jusqu'à 36 heures de vents violents et de pluies torrentielles à cause de son large diamètre et déplacement en ralentissement. Il est passé sur les Bermudes au cours de la nuit du 16 au 17 août, son centre touchant terre vers 8 h 30 UTC, avec des vents soutenus de 150 km/h à la limite supérieure de la catégorie 1,. Le service météorologique des Bermudes a spécifié que l'œil d’Ernesto a pris 3 heures pour traverser l'archipel.
À cause d'injection d'air sec en altitude, Ernesto est retombé à tempête tropicale à 3 h UTC le 18 août à 225 km au nord-est des Bermudes. Cependant, les conditions se sont améliorées et le système est remonté à ouragan de catégorie 1 avec l'apparition d'un œil central à 21 h UTC. À 15 h UTC le 19, l'ouragan a atteint la frontière nord du Gulf Stream à 515 km au sud-est d'Halifax (Nouvelle-Écosse) à une intensité proche de son pic antérieur.
À 3 h UTC le 20, le centre de l'ouragan Ernesto est passé à 110 km au sud du cap Race, Terre-Neuve, se dirigeant vers le nord-est. À 9 h UTC, il était déjà à 245 km à l'est-nord-est du même point et accélérait vers l'Europe. Le NHC l'a cependant déclaré un cyclone post-tropical à 15 h UTC, se dirigeant rapidement vers les îles Britanniques, et a cessé ses bulletins. En effet, le système était entré dans fort flux du sud-ouest avec cisaillement vertical du vent et il passait au-dessus d'eaux plus froides faisant perdre à Ernesto ses caractéristiques tropicales.
Le dépression extra-tropicale s'est ouverte en un creux barométrique au-dessus de l'Atlantique Nord, relié à une tempête des latitudes moyennes situées près de l'Islande. La rivière atmosphérique apportée par l'ex-Ernesto a été absorbée par cette tempête et est tombée sous forme de forte pluie sur les îles Britanniques.

## Conséquences

### Petites Antilles
En Guadeloupe, les dégâts par le vent et la pluie ont été mineurs. Il y a eu des chutes d'arbres, 1 300 foyers privés d'électricité, des inondations, un éboulement dans le secteur de Baillif et certaines routes endommagées mais aucun blessé. En Martinique, la tempête a fait quelques dégâts mineurs dans le nord de l'île où des arbres ont été cassés et plusieurs coulées de boue ont été signalées.
Des rafales de 90 km/h ont été enregistrées à Saint-Barthélemy et de 80 km/h à Saint-Martin. Sur l'île néerlandaise de Saint-Eustache, de nombreux arbres ont été abattus. Presque tous les villages de l'île ont subi des dégâts, plusieurs routes ont été endommagées ou inondées et des pannes de courant se sont produites mais qui furent rapidement rétablies. Une partie d'une structure en pierre historique a été projetée contre un mur qui se trouvait en dessous.
À Saint-Christophe-et-Niévès, des lignes électriques et des arbres ont été abattus, tandis que les ouvriers devaient dégager les routes des débris après le passage d’Ernesto. L'Agence nationale de gestion des urgences de Saint-Kitts a conseillé aux résidents de rester à l'écart des routes et des terrains potentiellement instables. Des pannes de courant se sont produites à Antigua-et-Barbuda. À Montserrat, les fortes pluies et les vents ont endommagé un navire qui transportait environ 250 litres de gazole dans la baie Little mais l'équipe d'intervention a pu récupérer le tout.
Des pannes générales de courant se sont produites à Saint John et à Saint Thomas dans les îles Vierges des États-Unis. Toutes les écoles ont été fermées avant l'arrivée des tempêtes. Aux îles Vierges britanniques, la tempête tropicale a déversé plus d'une centaine de millimètres de pluie et donné des vents violents, en particulier à Cane Garden Bay sur Tortola. Des arbres ont été renversés, bloquant des routes déjà inondées. L'électricité a été coupé forçant de nombreux habitants à utiliser de générateurs. Des inondations d'habitations ont été signalées mais les dégâts ont été minimes. Des bateaux sur Jost Van Dyke ont été endommagés

### Porto Rico

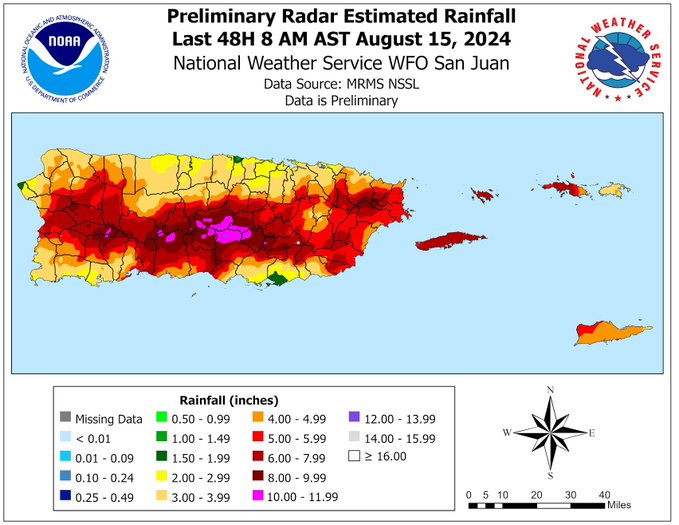
Carte des accumulations estimées de pluie avec Ernesto à Porto Rico.
Il est tombé jusqu'à au centre le l'ile selon le radar météorologique.

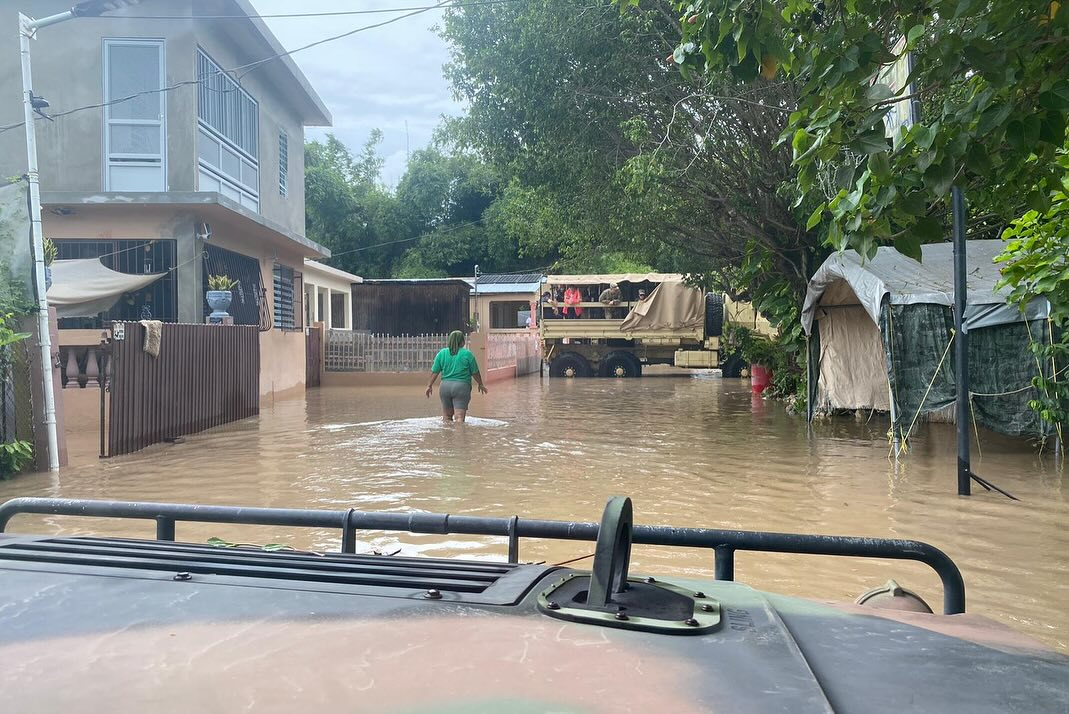
Inondation à Ponce (Porto Rico).

Le gouverneur Pedro Pierluisi a mobilisé lundi la Garde nationale de Porto Rico avant l'arrivée de la tempête. Le gouvernement a également retardé la rentrée des classes dans les écoles publiques et gelé les prix des biens de première nécessité, tandis que les maires ont activé les plans d'urgence. Le président de LUMA Energy, l'entreprise privée chargée de la distribution et de la transmission d'électricité à Porto Rico, a déclaré lors de la conférence de presse de lundi qu'il y avait plus de 1 000 travailleurs et plus de 200 millions de dollars de fournitures prêtes à répondre à la tempête, ainsi que des entrepreneurs qui peuvent soutenir les opérations de l'entreprise.
Au passage de la tempête, plus de 728 000 foyers de Porto Rico ont été privés d'électricité, soit près de la moitié de l'île, alors que  235 000 foyers ont subi des coupures d'alimentation d'eau potable. Les vents soutenus ont atteint 138 km/h sur l'île de Culebra où des arbres abattus ont bloqué les routes et des toits ont été emportés. Le 16 août, trois jours après le passage de la tempête, LUMA a annoncé que 36 des 152 sites d'infrastructures critiques étaient de nouveaux alimentés en électricité et qu'elle espérait remettre le courant à 90 % de ses clients touchés le lendemain soir.
Les écoles et les agences gouvernementales sont restées fermées alors que de fortes inondations et de nombreuses chutes d'arbres ont été signalées, obligeant les autorités à fermer des routes. Plus de 140 vols ont été annulés à destination et en provenance de Porto Rico. Les portes de l'un des plus grands barrages de l'île ont été ouvertes pour qu'il ne déborde pas ce qui a forcé l'évacuation de certains habitants de la ville côtière du nord de Toa Baja. Le président des États-Unis, Joe Biden, a approuvé une déclaration de catastrophe naturelle pour Porto Rico.

### Bermudes
La veille de l'arrivée de l'ouragan, les autorités ont suspendu les transports publics et fermé l'aéroport. La compagnie d'électricité des Bermudes BELCO a annoncé que plus des trois quarts de ses clients étaient privés d'électricité le jour de la frappe. Selon le service météorologique des Bermudes, 157 mm de pluie ont été enregistrés en 24 heures jusqu'en après-midi du 17 août et l'aéroport international L.F. Wade a enregistré des vents maximums soutenus de 90 km/h avec des rafales atteignant 135 km/h alors qu'au Musée national des Bermudes, situé à Dockyard, les vents soutenus ont atteint 142 km/h et les rafales 175 km/h. Le service de police des Bermudes a signalé un certain nombre d’arbres abattus, de routes bloquées ainsi que beaucoup de fils électriques et de feuillages tombés. Les vents ont soulevé de grosses vagues le long des côtes des Bermudes causant des inondations à certains hôtels et entreprises côtières. Cependant, le territoire britannique semble avoir échappé à des dégâts majeurs et à des blessures graves selon les autorités.

### Canada

Ernesto passant au sud de Terre-Neuve.

À Terre-Neuve, la péninsule d'Avalon a été mise en avertissement de pluie le 18 août par le Service météorologique du Canada à l'approche d’Ernesto, mentionnant également des rafales de 60 à 80 km/h. Le lendemain, Marine Atlantique a annulé son service de traversier entre Argentia, à Terre-Neuve-et-Labrador, et North Sydney, en Nouvelle-Écosse.

### Ailleurs
Les vagues générées par Ernesto ont touché les îles Turques-et-Caïques, les Bahamas et la République dominicaine. En Caroline du Nord, une maison le long du littoral de l'île Hatteras s'est effondrée à cause des vagues générées par Ernesto, tandis que de nombreuses autres personnes étaient en danger,. De grosses vagues et des courants d'arrachement se sont également étendus vers le nord sur les plages de Virginie, du Delaware et du Maryland. Dans le New Jersey, un homme a été secouru après avec été emporté par le courant d'arrachement, s'en tirant avec des blessures au genou et au dos. Huit autres sauvetages ont été nécessaires à Ventnor City dans le même État. À New York les vagues devraient atteindre 1,8 m et le maire Eric Adams a ordonné la fermeture de toutes les plages des quartiers de Brooklyn et de Queens.
À l'île de Hilton-Head, Caroline du Sud, les courants d'arrachement générés par l'ouragan ont entraîné la mort de deux baigneurs. Un autre décès a été signalé en Caroline du Nord, où un surfeur a été retrouvé mort à Surf City pour la même raison.
En Europe, le Met Office et le Met Éireann ont lancé des avertissements de pluie, d'onde de tempête et de vent pour la côte ouest de l'Écosse et de l'Irlande avant l'arrivée de l'humidité provenant de l’ex-Ernesto pour les 21 et 22 août,. Dans le comté de Galway en Irlande, les rues et les quais le long des voies navigables ont été inondés localement à marée haute.

## Statistiques
Selon AccuWeather, le passage de l'œil d'un ouragan sur terre aux Bermudes est un événement assez rare. En effet, de 1850 à 2024, il y eut seulement 11 des 130 tempêtes tropicales passant à moins de 160 km de l'archipel qui l'ont fait.